# Pachydissus intermedius
Pachydissus intermedius är en skalbaggsart som beskrevs av Charles Joseph Gahan 1891. Pachydissus intermedius ingår i släktet Pachydissus och familjen långhorningar. Inga underarter finns listade i Catalogue of Life.